# 弗魯特蘭鎮區 (愛荷華州馬斯卡廷縣)
弗魯特蘭鎮區（英語：Fruitland Township）是位於美國愛荷華州馬斯卡廷縣的一個行政鎮區。

## 地方資料
根據2010年美國人口普查的數據，弗魯特蘭鎮區的面積為65.73平方千米，當中陸地面積為62.79平方千米，而水域面積為2.94平方千米。當地共有人口2534人，而人口密度為每平方千米38.55人。